# Internet Association
Internet Association était un lobby créé en 2012 par des entreprises américaines dont Google, Facebook, Amazon et eBay.
Son objectif était d'assurer la liberté d'Internet, favoriser l'innovation et le développement économique, favoriser l'autonomie des utilisateurs. L'organisation a été créée en réaction aux propositions de loi américaines PIPA (Protect IP Act) et SOPA (Stop Online Piracy Act).